# Miagliano
Miagliano är en ort och kommun i provinsen Biella i regionen Piemonte i Italien. Kommunen hade 571 invånare (2018).